# Los desayunos de TVE
Los desayunos de TVE fue un programa de televisión que se emitió en La 1 de Televisión Española entre el 10 de enero de 1994 y el 17 de julio de 2020, de lunes a viernes en horario matinal.

## Formato
Los desayunos de TVE consistía en una tertulia de contenido político entre los periodistas presentes en el plató, en la cual se comentaban los temas políticos, económicos y sociales más relevantes del día.  Posteriormente se desarrollaba una entrevista realizada por el presentador del programa, acompañado de periodistas, a un personaje de relevancia especialmente política, pero también social, cultural, económica, artística, deportiva o mediática.

## Historia

### 1994-1996
En una primera etapa se emitió bajo el título de Los desayunos de Radio 1, ya que se difundía simultáneamente por TVE y por Radio Nacional de España como parte integrante del espacio Las Mañanas de Radio 1, conducido por Julio César Iglesias. Solo a partir de 1997 adoptó su título definitivo. Iglesias era el encargado de conducir las entrevistas, acompañado siempre por los periodistas Diego Carcedo, director a la sazón de RNE y Antonio San José.

### 1996-2004
En 1996, tras el nombramiento de Ernesto Sáenz de Buruaga como director de los Servicios Informativos de TVE, tanto Carcedo como San José abandonaron RNE y por tanto el programa. El trío de entrevistadores pasa entonces a estar formado por Iglesias, Alejo García y Javier González Ferrari, nuevo director de RNE, que pasaría a ser el principal responsable del programa. Tan solo un año después, Carlos Dávila e Isabel San Sebastián, alternativamente, ocupaban el puesto de Alejo García.
Tras el nombramiento de González Ferrari como director de los Servicios Informativos de TVE, fue el periodista gallego Luis Mariñas quien desde enero de 1999 se hizo cargo de la presentación del programa, en el que permaneció durante seis temporadas hasta julio de 2004. Durante esa etapa el programa contó entre sus colaboradores con Juancho Armas Marcelo, Consuelo Sánchez Vicente, Carlos Dávila, Isabel Durán, Esther Esteban, Curri Valenzuela, Charo Zarzalejos o Fernando Jáuregui.

### 2004-2011
En julio de 2004 tras el nombramiento de Fran Llorente como director de los Servicios Informativos de TVE, Mariñas fue cesado de su cargo, siendo sustituido al frente de Los desayunos de TVE por la periodista Pepa Bueno, con la subdirección de José Ribagorda (hasta marzo de 2006), Alfonso García Martínez (de marzo de 2006 a enero de 2008) y por último con Félix Millán (de enero de 2008 a julio de 2009). Bueno ha estado acompañada ante las cámaras por periodistas como Enric Sopena, Juan José Millás, Charo Zarzalejos, Esther Jaén, Lucía Méndez, Ignacio Escolar, Anabel Díez o Victoria Prego.
Entre septiembre de 2009 y julio de 2012 la dirección y presentación del programa fue asumida por la periodista Ana Pastor. Pastor ha estado acompañada ante las cámaras por periodistas como Jesús Maraña, Miguel Ángel Liso, Antón Losada, Joaquín Estefanía, Nativel Preciado, Fernando Berlín, Ignacio Escolar o Anabel Díez.

### 2011-2018
En agosto de 2012 tras el nombramiento de Julio Somoano como directora de los Servicios Informativos de TVE, la presentadora de Los desayunos fue relevada. El 21 de agosto se anunció su sustitución por María Casado. María Casado ha estado acompañada ante las cámaras por periodistas como Juan Pablo Colmenarejo, Bieito Rubido, Graciano Palomo, Edurne Uriarte, Pilar Gómez, Arsenio Escolar, Charo Zarzalejos o Curri Valenzuela.
A partir de agosto de 2016, María Casado pone fin a su trayectoria en Los desayunos tras cuatro años, para pasar a presentar la nueva temporada de La mañana. Casado fue sustituida por el periodista y exdirector y expresentador de La noche en 24 horas, Sergio Martin.

### 2018-2020
Desde el 3 de septiembre de 2018, el periodista Xabier Fortes dirigió y presentó el programa en sustitución de Sergio Martín. Además, desde ese mismo día se añadió una segunda parte del programa denominada Más desayunos, que comenzaba a las 12h30 (después del magacín La mañana) y consistía en un debate político que tenía una duración de cincuenta y cinco minutos. Esta segunda parte del formato desapareció de la primera cadena pública tras sus discretos datos de audiencia, emitiendo su último programa el 21 de diciembre del mismo año, aunque se mantuvo el clásico formato matinal.
La última temporada de Los desayunos de TVE cosechó un 13,6% de cuota de pantalla y 316.000 espectadores, el mejor dato en cuota en ocho años. 
Debido a la reestructuración de la franja matinal de La 1 de Televisión Española, el programa se despidió el 17 de julio de 2020 tras 26 años en antena y su horario quedó integrado en el nuevo magazine matinal, La hora de La 1 que empezó a emitirse en la temporada 2020-2021.

## Equipo

### Presentadores
- Julio César Iglesias (1994-1996)
- Javier González Ferrari (1996-1999)
- Luis Mariñas (1999-2004)
- Pepa Bueno (2004-2009)
- Ana Pastor (2009-2012)
- María Casado (2012-2016)
- Sergio Martín (2016-2018)
- Xabier Fortes (2018-2020)

#### Otros presentadores (suplentes)
- José Ribagorda
- Alfonso García Martínez
- Inma Gómez Lobo
- Susana Roza
- Ana González Fernández
- Ángeles Bravo
- Emilio de Andrés
- Ana Ibáñez Llorente
- Jerónimo Fernández
- Sirún Demirjian
- Marc Sala
- Álex Barreiro

### Dirección
- Julio César Iglesias (1994-1996)
- Javier González Ferrari (1996-1999)
- Luis Mariñas (1999-2004)
- Pepa Bueno (2004-2009)
- Ana Pastor (2009-2012)
- Juanma Romero (2012)
- Ignacio García Mostazo (2012-2016)
- Sergio Martín (2016-2018)
- Xabier Fortes (2018-2020)

### Dirección adjunta
- Juanma Romero (2012-2013)
- Pepa Sastre (2016)
- Elena Sánchez Pérez (2016-2018)

### Subdirección
- José Ribagorda (2004-2006)
- Alfonso García Martínez (2006-2008)
- Félix Millán (2008-2010)
- Ana González Fernández (2010-2011)
- José Luis García (2011-2012)
- Yolanda Chillida (2013-2018)
- José Luis Regalado (2018-2020)

### Coordinación
- Julia del Río (1994-2007)
- Ana Marta Ersoch (2005-2007, Coordinación de edición)
- Sergio Álamo (2007-2020, Coordinación de invitados)
- Beatriz Ariño (2018-2020)

### Edición
- Inma Gómez Lobo (2008-2009)
- María Casado (2012-2016)
- José María Coto (2018-2020)

### Realización
- Faustino R. de Gaspar (1994-2004)
- José Antonio García Molina (2004-2009)
- Jesús Iglesias
- Olegario Marcos (2012-2016)
- Óscar Galván (2016-2018)
- Alberto Fructuoso (2018-2020)

### Producción
- Jesús Manrique (1998-2020)

### Tertulianos
- En 26 años de trayectoria, el programa tuvo alrededor de 60 colaboradores, estos son por orden alfabético, los colaboradores de la última etapa:

- Agustín Valladolid (Analista político)
- Anabel Díez (El País)
- Ángel Expósito (COPE)
- Antonio Casado (El Confidencial)
- Antonio Hernández-Rodicio (Director de Eventos de Grupo Prisa)
- Antonio Maestre (enmarea.com)
- Antonio Papell (El Correo)
- Alejandra Clements (La Razón)
- Arsenio Escolar (Periodista)
- Bieito Rubido (ABC)
- Carmen del Riego (La Vanguardia)
- Carmen Remírez de Ganuza (El Mundo)
- Carmelo Encinas (20 Minutos)
- Carlos E. Cué (El País)
- Cristina de la Hoz (El Independiente)
- David Jiménez (Analista político)
- Elsa García de Blas (El País)
- Enric Juliana (La Vanguardia)
- Esther Jaén (Cuartopoder)
- Fátima Iglesias (Analista política)
- Gemma Robles (El Periódico)
- Ignacio Camacho (ABC)
- Inmaculada Sánchez (El Siglo)
- Iolanda Mármol (El Periódico)
- Javier Ayuso (Analista político)
- Javier García Vila (Europa Press)
- Javier Casqueiro (El País)
- Jesús Maraña (Director de Infolibre)
- José Manuel González Huesa (Servimedia)
- José María Brunet (La Vanguardia)
- Jordi Juan (La Vanguardia)
- José María Crespo (Público)
- Juan Cruz (El País)
- Juanma Lamet (Expansión)
- Julio César Herrero (Analista político)
- Ketty Garat (Libertad Digital y esRadio)
- Leonor Mayor (La Vanguardia)
- Lucía Méndez (El Mundo)
- Luis R. Aizpeolea (Analista político)
- Manuel Jabois (El País)
- Manuel Marín (ABC)
- Marisa Cruz (El Mundo)
- Marta Gómez Montero (Analista política)
- May Mariño (Servimedia)
- Mayte Alcaraz (Analista política)
- Miguel Ángel Liso (Europa Press)
- Nativel Preciado (Periodista y escritora)
- Nieves Goicoechea (Cadena SER)
- Olga Grau (El Periódico)
- Pedro García Cuartango (Periodista)
- Pedro J. Ramírez (Director de El Español)
- Pedro Narváez (La Razón)
- Rafa López (Analista político)
- Rafael Rubio (Analista político)
- Raquel Álvarez (El Plural)
- Victoria Lafora (Periodista)
- Virginia Pérez Mayoral (Adjunta a dirección de Público)
- Yolanda Gómez (ABC)

## Invitados

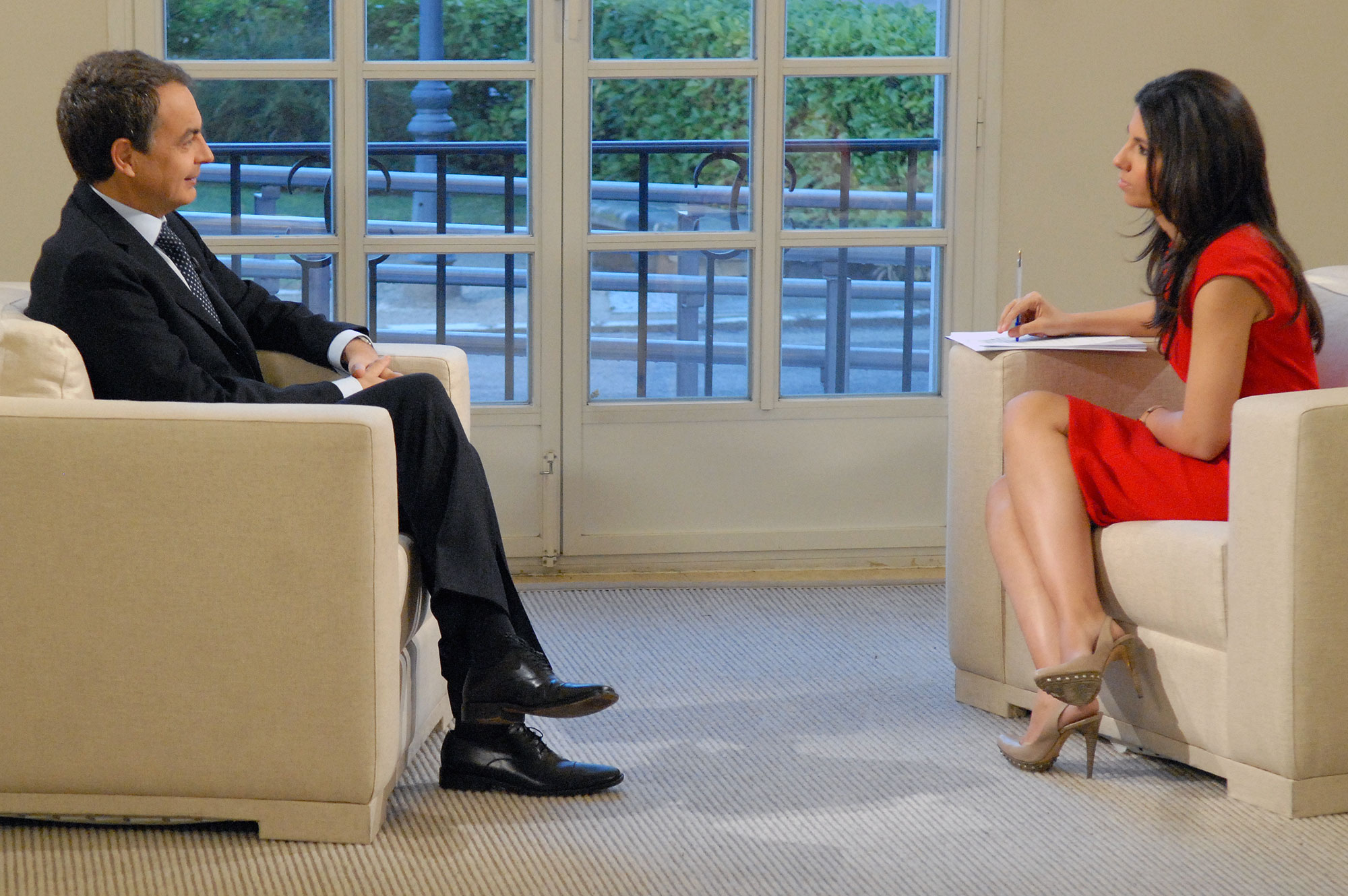
Ana Pastor entrevistando al presidente del Gobierno, Rodríguez Zapatero, en el Palacio de La Moncloa, en enero de 2011.

Entre los entrevistados figuraron —en primer término— los cinco presidentes del Gobierno que tuvo España desde que el espacio comenzó y terminó sus emisiones: Felipe González, José María Aznar, José Luis Rodríguez Zapatero, Mariano Rajoy y Pedro Sánchez. Los cinco acudieron al programa al menos una vez, durante sus respectivos mandatos. Igualmente, los respectivos líderes de la oposición, como Alfredo Pérez Rubalcaba, Albert Rivera o Pablo Iglesias.
Así mismo lo hicieron casi todos los ministros que hubo en España entre 1994 y 2020 y otras figuras de la vida política y social, española y extranjera. Por citar solo algunos nombres:
- Ministros: Soraya Sáenz de Santamaría, María Teresa Fernández de la Vega, Elena Salgado, Alberto Ruiz-Gallardón, Trinidad Jiménez, Jesús Caldera, Carme Chacón, José Bono, Alfredo Pérez Rubalcaba, Carmen Calvo, Juan Fernando López Aguilar, Rodrigo Rato, Javier Arenas, Eduardo Zaplana, Ángel Acebes, Ana Palacio, Federico Trillo, José Manuel García-Margallo, Alfonso Guerra, Narcís Serra, Javier Solana, Carmen Alborch, etc.

- Presidentes autonómicos: Pasqual Maragall, Manuel Chaves, Manuel Fraga, Juan José Ibarretxe, Esperanza Aguirre, Luisa Fernanda Rudi, Jordi Pujol, Francisco Álvarez-Cascos, María Dolores de Cospedal, José Antonio Monago, Alberto Núñez Feijóo, Isabel Díaz Ayuso, etc.

- Otras figuras políticas de relieve: Santiago Carrillo, Gaspar Llamazares, Julio Anguita, Carlos Floriano, Josep Antoni Duran i Lleida, Esteban González Pons, Rafael Simancas, Pablo Castellano, Rosa Aguilar.

- Líderes extranjeros: Margaret Thatcher, Gerry Adams, Emma Bonino, Jorge Sampaio, Tony Blair, Michelle Bachelet, Mahmud Ahmadineyad, Rafael Correa, Viviane Reding, etc.

- Escritores: Antonio Gala, Antonio Muñoz Molina, Dominique Lapierre, Elvira Lindo, Terenci Moix, etc.

- Artistas: Javier Bardem, Paz Vega, Imanol Arias, Ana Duato, Juanes, Miguel Bosé, Manuel Alexandre, etc.

## Cabeceras
- 1994-1997: El 10 de enero de 1994, las palabras "Los desayunos de" se acercan a la pantalla amarilla, luego se escribe la palabra "RNE" en la pantalla amarilla. Cuando un punto rojo sale de la nada, se coloca en la pantalla amarilla y unos círculos rojos salen del punto rojo.
- 1997-2002: El 15 de septiembre de 1997 giran las manecillas del reloj varias veces, hasta que la camera revela que un reloj está en un cuadrado. Las palabras "Los desayunos de" aparecen en la etiqueta que había en el cuadrado. Se muestra el logotipo de TVE de 1991-2008 en el cuadrado.
- 2002-2004: El 4 de septiembre de 2002, la cabecera de Los desayunos de TVE es similar a la del Telediario. La cámara se acerca para revelar un globo terráqueo. Las palabras "Los desayunos de" y el logotipo de "TVE" de 1991-2008 aparecen debajo del globo terráqueo.
- 2004-2008: El 13 de septiembre de 2004, la cabecera de Los desayunos de TVE es igual que la del Telediario. Tras la llegada del gobierno del PSOE ese año en el mes de marzo y el nombramiento de Fran Llorente como director de Informativos de TVE, Los desayunos de TVE cambian de imagen, cabecera y sintonía recuperando las siglas "LD", pero más modernizada y modificada.
- 2008-2011: El 8 de enero de 2008, se lleva a cabo una importante renovación de la cabecera que cambia toda la gráfica, pasando a un diseño más moderno, novedoso y más dinámico. La sintonía es completamente diferente a la anterior y con sonidos digitales.
- 2011-2012: La cabecera es la misma de 2008, con misma sintonía pero con colores diferentes (de naranja y amarillo al azul).
- 2012-2016: El 16 de enero de 2012, tras la llegada del gobierno del PP, Los desayunos de TVE cambió su imagen, la cual es la misma del Telediario apenas estrenada. La sintonía es diferente aunque con unos sonidos digitales parecidos a la anterior. Además, desde entonces Los desayunos de TVE se emite en formato panorámico (16:9).
- 2016-2018: El 5 de septiembre de 2016 hubo un cambio en la cabecera de Los desayunos de TVE. Las siglas "LD" desaparecen y el fondo azul ya es blanco. Una taza de zumo aparece en las palabras "Los desayunos".
- 2018-2020: En 2018 la cabecera fue cambiada: los fragmentos rodean las palabras "LD" y las palabras "[Los desayunos]".